# Bridget (Guilty Gear)
Bridget è un personaggio immaginario appartenente alla serie di videogiochi Guilty Gear, nota per essere il primo personaggio transgender nella serie.

## Design e creazione
Inizialmente, Ishiwatari ha creato Bridget come "un personaggio carino"  per variare il cast dei giochi, dal momento che "c'erano già altri personaggi belli e difficili". Poiché molti giochi di combattimento avevano già questo tipo di personaggio, e "sarebbe troppo noioso se il personaggio fosse stato semplicemente carino", Ishiwatari "voleva qualcosa di non convenzionale"; lui e il suo staff decisero che "sarebbe stato interessante rendere il personaggio un ragazzo, nonostante l'aspetto fortemente femminile." Il creatore della serie ha anche affermato che Bridget era un personaggio difficile da animare; egli "ha il doppio dei fotogrammi dell'animazione" grazie ai  movimenti del suo yo-yo. Ha trascorso "un tempo molto lungo e molto frustrante nel tentativo di far funzionare l'animazione", rifiutando molte versioni prima che il personale dello studio rendesse Bridget "naturale".
In Guilty Gear -STRIVE- voleva unificare il design del suo personaggio e il suo abbigliamento per dare un senso di realismo. Ishiwatari ha cercato di evitare la disconnessione che uno spettatore proverebbe vedendo un personaggio camminare con un abito che non può essere considerato un abbigliamento normale. Un punto del suo design a cui teneva particolarmente era il simbolo sul copricapo; originariamente era presente il simbolo maschile ♂ , cambiato dopo con il simbolo transgender ⚦ per Guilty Gear Strive. In seguito alle speculazioni sul genere di Bridget in seguito alla sua aggiunta a Guilty Gear Strive, Ishiwatari e il director di Strive Akira Katano hanno confermato che Bridget si identifica come donna e usa i pronomi femminili.

## Biografia immaginaria
Bridget è stata introdotta nel terzo videogioco della serie, Guilty Gear XX risalente al 2002. Sebbene sia nata di sesso maschile, esprime un'identità di genere femminile, vestendo da Suora. Fu la famiglia stessa che iniziò a vestirla di abiti femminili da bambina, per proteggerla dalla credenza che gemelli identici portassero sfortuna. In seguito, in Guilty Gear -STRIVE- Bridget scoprirà che, per lei, indossare abiti femminili corrisponde al suo vero desiderio di vivere come una donna.
Crescendo, Bridget è determinata a dimostrare di non essere sfortunata e diventa una cacciatrice di taglie che combatte con uno yo-yo e Roger Roger  ( ロ ジ ャ ー ?,  Rojā), il suo orsacchiotto meccanico e sovradimensionato. Il suo viaggio continua quando I-No le consegna una lista falsa di taglie.
Finisce per lavorare al ristorante di Jam Kuradoberi.

## Accoglienza
I critici hanno elogiato la trama di Bridget in Guilty Gear Strive, in cui ha lottato con la sua identità di genere e alla fine è diventata una donna trans. Il debutto di Bridget come personaggio DLC per Guilty Gear Strive è stata la sua prima apparizione giocabile in 10 anni. Kenneth Shepard di Fanbyte ha ipotizzato che la sua prolungata assenza potrebbe essere stata dovuta all'incertezza su come affrontare il suo passato, che secondo lui era stato presentato con tropi omofobici e transfobici nelle sue precedenti apparizioni. Il suo annuncio ha spinto Josh Tolentino di Siliconera a chiedersi se gli sviluppatori avessero intenzione di cambiare la sua caratterizzazione rispetto alla espressione di genere, notando che la sua biografia ufficiale sul sito web di Arc System Works evitava di usare pronomi di identità di genere. Shepard ha riconosciuto la sfida di risolvere il complicato retroscena di Bridget per raccontare una narrazione rispettosa del coming out. Renata Price di Waypoint ha tracciato parallelismi tra l'evoluzione di Bridget e la crescente presenza e accettazione di giocatori queer nella comunità dei giochi picchiaduro. Ha trovato che il tortuoso percorso di Bridget verso l'accettazione di sé sia una risorsa, definendolo "disordinato e genuino nel modo in cui lo sono le vere storie queer". Price e Shepard hanno collegato la storia di Bridget al recente trattamento di Testament da parte di Arc System Works, identificato come non binario in un precedente DLC per Strive.